# 斋桑蝇子草
斋桑蝇子草（学名：Silene alexandrae）为石竹科蝇子草属的植物，是中国的特有植物。分布在中国大陆的新疆等地，一般生于哈克斯坦，目前尚未由人工引种栽培。